# Zarescie
Zarescie (biał. Зарэсце; ros. Зарестье, pol. hist. Zareście) – wieś na Białorusi, w obwodzie mohylewskim, w rejonie mohylewskim, w sielsowiecie Suchary.
Obok wsi znajduje się zapora wodna na Rascie i jezioro zaporowe Zarescie.

## Historia
W XIX w. majątek ziemski od 1880 należący do Odincowych. Znajdowała się tu wówczas kaplica katolicka parafii w Mohylewie. Wieś zamieszkiwali także Polacy. Do 1917 położone były w Rosji, w guberni mohylewskiej, w powiecie czauskim. Następnie w granicach Związku Sowieckiego. Od 1991 w niepodległej Białorusi.